# آپاچی تپستری
آپاچی تپستری (به انگلیسی: Apache Tapestry) چارچوب نرم‌افزاری تحت وب جاوای متن‌باز مؤلفه محوری‌است که برنامه‌هایی منطبق بر الگوی معماری مدل-نما-کنترل‌گر پیاده‌سازی می‌کند. تپرستی توسط Howard Lewis Ship به‌صورت مستقل درست شد و توسط بنیاد نرم‌افزار آپاچی به عنوان پروژه‌ای سطح بالا به تصویب رسید.